# Чермошнянський сільський округ
Чермошня́нський сільський округ (каз. Чермошнянка ауылдық округі, рос. Чермошнянский сельский округ) — адміністративна одиниця у складі Тайиншинського району Північноказахстанської області Казахстану. Адміністративний центр — село Чермошнянка.
Населення — 1938 осіб (2021; 2655 у 2009, 3573 у 1999, 5018 у 1989).
Станом на 1989 рік існували Леонідовська сільська рада (села Леонідовка, Многоцвітне) та Чермошнянська сільська рада (села Бахмут, Интали, Новоівановка, Чермошнянка, селище Роз'їзд 9), також існувала Нагорна сільська рада (села Нагорне, Комсомольське) колишнього Келлеровського району. Пізніше село Комсомольське передано до складу  Рощинського сільського округу. Село Тенніс було ліквідовано 2024 року.

## Склад
До складу округу входять такі населені пункти:
| Населений пункт    | Старі назви | Населення, осіб (1989) | Населення, осіб (1999) | Населення, осіб (2009) | Населення, осіб (2021) |
| ------------------ | ----------- | ---------------------- | ---------------------- | ---------------------- | ---------------------- |
| Бахмут, село       | -           | 340                    | 289                    | 248                    | 154                    |
| Интали, аул        | -           | 31                     | -                      | -                      | -                      |
| Леонідовка, село   | -           | 1360                   | 873                    | 630                    | 559                    |
| Многоцвітне, село  | -           | 604                    | 508                    | 435                    | 407                    |
| Нагорне, село      | -           | 1111                   | 417                    | 278                    | 48                     |
| Новоівановка, село | -           | 397                    | 377                    | 215                    | 143                    |
| Тенніс, село       | Роз'їзд 9   | 110                    | 93                     | 25                     | 10                     |
| Чермошнянка, село  | -           | 1065                   | 1016                   | 824                    | 617                    |